# El Siglo de Torreón
El Siglo de Torreón es un diario impreso, uno de los de mayor importancia en la Comarca Lagunera[cita requerida], fue fundado en 1922 en Torreón, Coahuila , por Antonio de Juambelz y Bracho bajo la dirección de Joaquín Moreno.
El Siglo de Torreón es miembro de la Asociación de Editores de los Estados.

## Historia
En el año de 1921, Antonio de Juambelz y Bracho se dedicaba a la edición de un diario de la capital Coahuilense que propulsaba la candidatura a gobernador del general Arnulfo González, y cuando este llegó a la gubernatura, el diario desapareció. Antonio de Juambelz ya contaba con una amplia experiencia en el ramo periodístico por lo que  Joaquín Moreno lo invitó a la ciudad de Torreón para inicial con el proyecto de un diario regional que se hiciera llamar "Defensor de la Comunidad".
La primera máquina de imprenta la obtuvieron del entonces gobernador del estado de Durango, este nunca se negó a donarlo pues, Joaquín Moreno, Antonio de Juambelz fue nombrado subgerente mientras que el propio señor Moreno era el director-gerente de la naciente empresa.
Con escasas fuentes y algunas personas que "sabían algo" se inició la edición del primer número del diario "El Siglo". Fue el 22 de septiembre cuando este estuvo listo para ser impreso, pero fallas mecánicas impidieron que estuviera listo para el día siguiente, y no fue sino hasta el 28 de febrero de 1922 cuando se escuchó por primera vez en las calles "El Siglo".
En 1925, a causa de una enfermedad Joaquín Moreno se vio obligado a dejar la gerencia y fue sustituido por José E. Campos, que ya había trabajado para Excélsior, un diario de circulación nacional. El señor Campos modificó muchos de los aspectos de la edición, dándole un toque más moderno, pero Campos se sentía extraño en provincia y dirigiendo un diario que apenas crecía, por lo que regresó a la capital del país; fue entonces cuando Antonio de Juambelz tomó las riendas de este proyecto.

## Directivos actuales
- Fundador: Antonio de Juambelz
- Director general: Antonio González-Karg de Juambelz
- Director general Adjunto: Alfonso González-Karg de Juambelz
- Director de Operaciones: Enrique Irazoqui Morales
- Presidenta del Consejo: Patricia González-Karg de Juambelz
- Vicepresidenta del Consejo: Alejandro Irazoqui Morales

- Coordinadora Editorial: Socorro de la Luz Muñoz Yáñez

## Secciones
- A: Nacional, Internacional y Estados.
- B: Deportes/Meta.
- C: Nosotros
- D: Espectáculos y Cultura.
- E: La Laguna, Seguridad y Regionales.
- F: Clasificados
- G: Finanzas

## Suplementos
- Siglo Nuevo
- Rostros
- El Tecolotito
- Doctor en casa
- Resumen económico (Anual)

## Columnistas
- Miguel Ángel Granados Chapa ✝
- Jesús Silva-Herzog Márquez
- Armando Fuentes Aguirre
- Francisco José Amparán. ✝